# Bradina adhaesalis
Bradina adhaesalis is een vlinder uit de familie van de grasmotten (Crambidae), uit de onderfamilie van de Spilomelinae. De wetenschappelijke naam van deze soort is voor het eerst voorgesteld als Botys adhaesalis door Francis Walker in een publicatie uit 1859.
De vleugellengte is ongeveer 12 millimeter.
De soort komt voor in Congo-Kinshasa, Oeganda, Sri Lanka, Zuid-China, Maleisië (Sarawak), Singapore, Indonesië (Zuid-Kalimantan, Bali) en Japan.